# Louis Vangeke
Sir Louis Vangeke MSC (ur. 25 czerwca 1904 w Beipie, zm. 15 grudnia 1982 w Beipie) – papuaski duchowny rzymskokatolicki, misjonarz Najświętszego Serca Jezusowego, biskup pomocniczy Port Moresby, biskup Bereiny, pierwszy papuański kapłan i biskup katolicki.

## Biografia

### Młodość i prezbiteriat
Louis Vangeke urodził się 25 czerwca 1904 w Beipie w Nowej Gwinei Brytyjskiej. Jego ojciec był czarownikiem, matka zmarła podczas porodu. Istnieją trzy historie o jego przetrwaniu, m.in. że jego ojciec uważając, że jest zbyt słaby, aby przeżyć, przekazał go katolickim zakonnicom na Wyspie Yule. Na Yule Louis uczęszczał do szkoły podstawowej św. Patryka, a w wieku 14 lat wrócił do Beipa, aby uczyć się języka Mekeo.
W 1922 został bratem zakonnym. Ze względu na wzorowe zachowanie i umiejętność radzenia sobie z celibatem, został w 1925 zaproszony do podjęcia studiów kapłańskich. Naukę odbył na Madagaskarze. 14 czerwca 1937 w Tananarywie otrzymał święcenia prezbiteriatu. W sierpniu wrócił do Port Moresby. Mówił po francusku, angielsku i łacinie, a także w kilku językach ojczystych. Porucznik-gubernator Papui sir Hubert Murray nazwał wtedy ks. Vangeke całkiem reprezentacyjną młodzieżą. W 1941 wstąpił do misjonarzy Najświętszego Serca Jezusowego.
Był oddany swoim wiernym, tolerancyjny wobec tradycyjnych obyczajów i pobłażliwy w stosunku do przywódców kultów pogańskich. W 1951 odwiedził Europę. W 1969 wziął udział w kapitule generalnej misjonarzy Najświętszego Serca Jezusowego w Rzymie.

### Episkopat
21 września 1970 papież Paweł VI mianował go biskupem pomocniczym archidiecezji Port Moresby oraz biskupem tytularnym Culusi. 3 grudnia 1970 w Sydney przyjął sakrę biskupią z rąk Pawła VI. Współkonsekratorami byli arcybiskup Port Moresby Virgil Patrick Copas MSC oraz biskup Bereiny Eugène Klein MSC.
W Beipie podczas synkretycznej ceremonii, w której uczestniczyło tysiące ludzi, został ogłoszony wodzem. 1 marca 1976 papież mianował go biskupem Bereiny. W tym samym roku pięciu ministrów zaproponowało mianowanie go gubernatorem generalnym Papui-Nowej Gwinei, jednak bp Vangeke odmówił.
Ze względu na przekroczenie wieku emerytalnego złożył dymisję i 30 października 1979 przeszedł na emeryturę. Zmarł 15 grudnia 1982 w rodzinnej Beipie i tam został pochowany.
Dwukrotnie odznaczony przez Elżbietę II Orderem Imperium Brytyjskiego. W 1974 został oficerem orderu, a w 1980 Rycerzem Komandorem orderu. W 1976 został doktorem honoris causa Uniwersytetu Papui Nowej Gwinei.